# France Inter
France Inter es una radio pública generalista francesa creada el 16 de febrero de 1947 con el nombre de Paris Inter. En 1963 adoptó su nombre actual. Forma parte del grupo Radio France.
France Inter dispone de una amplia cobertura en FM y DAB+ que abarca la práctica totalidad del territorio francés. Sus programas se pueden seguir también a través de Internet. Tradicionalmente es la tercera radio más escuchada de Francia y la primera en audiencia del grupo Radio France. Al año 2020, es la emisora más oída de Francia, según los últimos estudios realizados por la consultora Médiamétrie.

## Historia
Paris Inter empezó a emitir tras la Segunda Guerra Mundial, utilizando un transmisor abandonado por el ejército norteamericano. Su primera emisión se produjo el 16 de febrero de 1947 en la zona de París. El 29 de diciembre de 1957 pasó a llamarse France 1 y, posteriormente, durante sólo unos meses, RTF Inter. El 8 de diciembre de 1963 adoptó su nombre actual tras celebrarse un concurso entre sus oyentes.
En 1947 France Inter se integró en el grupo Radiodiffusion française (RDF, llamada después RTF y finalmente ORTF). Actualmente forma parte de Radio France.

## Programación destacada
- Le Masque et la Plume. En emisión desde 1955. Es uno de los programas culturales más antiguos de la radio francesa.
- Le Jeu des 1000 euros. En emisión desde 1959. Su nombre original era Le Jeu des 1000 francs. Es un concurso de cultura general.
- Pop Club. En emisión entre 1965 y 2005. Programa cultural, considerado de culto. Fue presentado por 40 años, de forma ininterrumpida, por José Artur. Jane Birkin canto su sintonía durante los años 80.
- Le téléphone sonne. En emisión desde 1978. Es un programa en directo donde los oyentes pueden opinar sobre diferentes temas de actualidad.
- Là-bas si j'y suis. En emisión desde 1989. Es un programa de reportajes.
- Le sept - dix. En emisión desde 1999. Ha ido variando de denominación desde su creación llamándose primero Le sept-neuf, y luego Le sept-neuf trente. Es un informativo matinal.